# Vila São João Futebol Clube
Vila São João Futebol Clube é um time de futebol situado em São João de Meriti, fundado em 6 de abril de 1955. Tem sede na Rua da Glória, no bairro do Jardim Botânico.

## História
O time foi fundado em 1955, e sempre foi rival histórico do Íris Futebol Clube. É considerada uma das equipes mais tradicionais do futebol na Baixada Fluminense.